# Ostrów Tumski (Poznań)

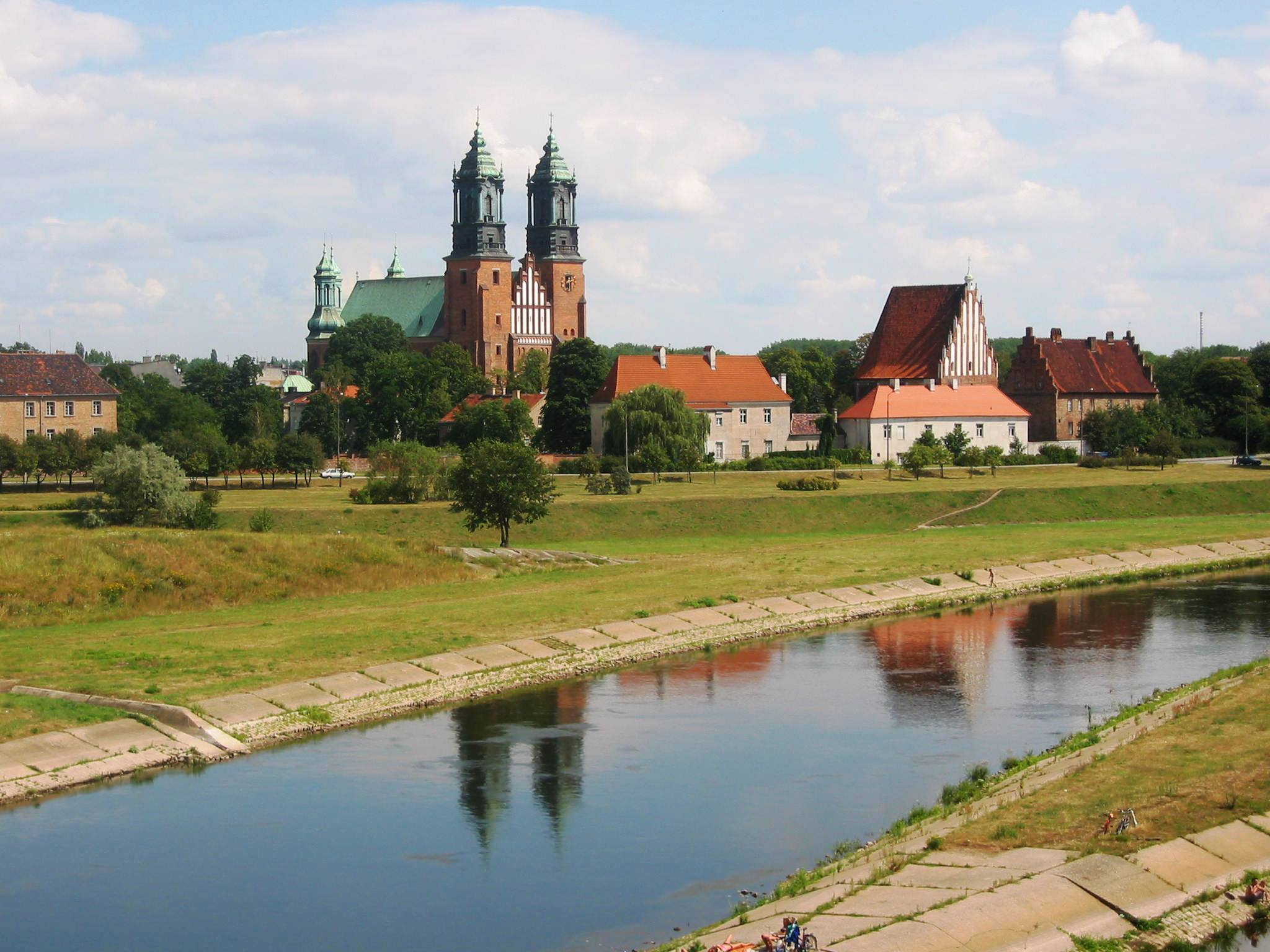
Vista della cattedrale dei santi Pietro e Paolo sull'isola

Ostrów Tumski, letteralmente l'Isola della Cattedrale, è un'isola situata tra il fiume Warta e il suo affluente Cybina nella città di Poznań in Polonia.
Nella parte centrale dell'isola si trovano la cattedrale dei Santi Pietro e Paolo e altri edifici storici quali il palazzo arcivescovile o l'Accademia Lubrański.
L'isola è collegata al resto della città dal ponte stradale Bolesława Chrobrego sul fiume Warta e dal ponte stradale Miecislao I e dal ponte pedonale Vescovo Jordan.